# 12863 Whitfield
12863 Whitfield è un asteroide della fascia principale. Scoperto nel 1998, presenta un'orbita caratterizzata da un semiasse maggiore pari a 2,2685083 au e da un'eccentricità di 0,0951699, inclinata di 2,93335° rispetto all'eclittica.
L'asteroide è dedicato alla studentessa statunitense Meghan Elizabeth Whitfield.